# Malyj
Malyj (in russo Малый остров; in finlandese Peninsaari o Pieni Lavansaari) è un'isola russa situata nel golfo di Finlandia, nelle acque del mar Baltico. Amministrativamente fa parte del Kingiseppskij rajon dell'oblast' di Leningrado, nel Circondario federale nordoccidentale.

## Geografia
Malyj si trova nella parte centro-orientale del golfo di Finlandia tra le isole di Moščnyj e Seskar. Moščnyj si trova a ovest, alla distanza di 6 km, mentre Seskar è situata 17 km a est. Due istmi restringono l'isola in due punti e quando la marea sale può dividersi in tre piccole isole. Nel punto più alto dell'isola si trova un faro: una torre reticolare rossa alta 27 m.

## Storia
L'isola passò dalla Svezia alla Russia nel 1721 ai sensi del Trattato di Nystad, fu concessa poi alla  Finlandia nel 1920 con il Trattato di Tartu.
Durante la guerra russo-finlandese, l'isola fu occupata dalla Marina sovietica il 30 novembre 1939. Durante la Grande guerra patriottica, Penisari fu una delle poche isole del golfo rimaste in mano alla RSFS.